# Веджа
Веджа — река в России, протекает по Кадошкинскому и Старошайговскому районам Республики Мордовия. Устье реки находится в 2,5 км по левому берегу реки Ожга. Длина реки составляет 12 км.
Высота устья — 134,8 м над уровнем моря.
Исток реки в лесном массиве Пшенский в 16 км к юго-западу от села Старое Шайгово. Река течёт на северо-восток по ненаселённому лесу. Впадает в Ожгу у деревни Никольская Саловка. Имеется водохранилище, по дамбе которого проходит автодорога Р-180. Это популярное место отдыха местных жителей.

## Данные водного реестра
По данным государственного водного реестра России относится к Окскому бассейновому округу, водохозяйственный участок реки — Мокша от истока до водомерного поста города Темников, речной подбассейн реки — Мокша. Речной бассейн реки — Ока.
Код объекта в государственном водном реестре — 09010200112110000027735.